# Glypta longiungula
Glypta longiungula är en stekelart som beskrevs av Kuslitzky 2007. Glypta longiungula ingår i släktet Glypta och familjen brokparasitsteklar. Inga underarter finns listade i Catalogue of Life.